# スルタン・イスマイル駅
スルタン・イスマイル駅（スルタン・イスマイルえき、マレー語:Sultan Ismail）はマレーシアのクアラルンプールにある、ラピドKLアンパン線・スリ・プタリン線の駅である｡

## 駅周辺
- グランド コンチネンタル ホテル クアラルンプール
- プラザ ホテル クアラルンプール
- クオリティ ホテル シティー センター